# سه‌صدایی

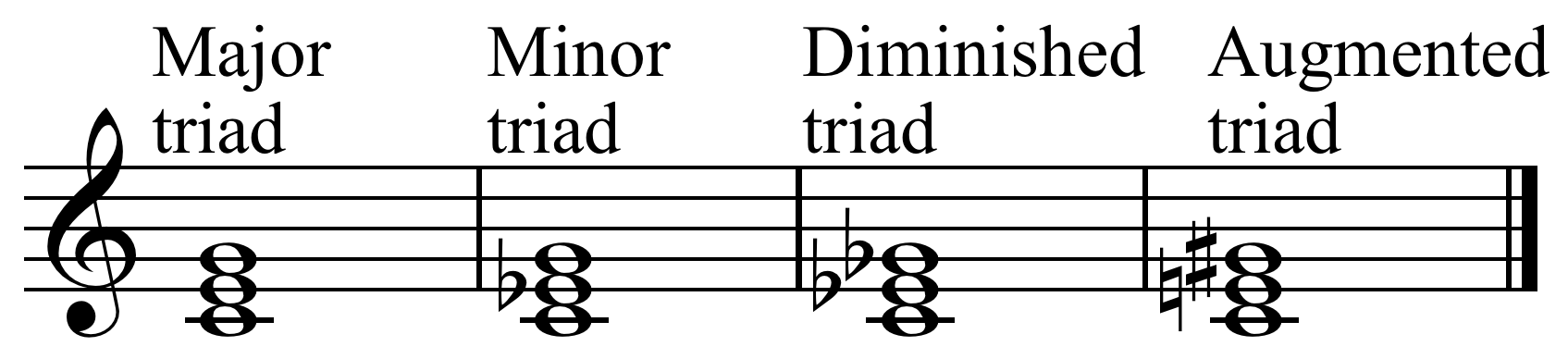
مثال: انواع آکوردهای سه‌صدایی به ترتیب از میزان اول: آکورد ماژور، آکورد مینور، آکورد کاسته و آکورد افزوده

سه‌صدایی یا تریاد (انگلیسی: Triad) در تئوری موسیقی مجموعه‌ای از سه نت است که به صورتِ عمودی روی هم قرار گرفته و تشکیل یک آکورد می‌دهند.

## ساختار
فاصلهٔ نت‌ها از پایین به بالا محاسبه می‌شود و در چهار نوع به نام‌های آکورد ماژور، آکورد مینور، آکورد کاسته و آکورد افزوده است. این آکوردها از نتِ پایه شروع شده و دارای یک فاصلهٔ سوم کوچک (سه نیم پرده) یا یک سوم بزرگ (چهار نیم پرده) است. صدای سوم نیز دارای یک فاصلهٔ سوم کوچک یا بزرگ است و بدین ترتیب فاصله‌اش با پایه می‌تواند یک پنجم درست (هفت نیم پرده)، پنجم کاسته (شش نیم پرده) و پنجم افزوده (هشت نیم پرده) باشد.
در موسیقی دوره رنسانس و به ویژه دورهٔ باروک، همراهی از یک رویکرد افقی یا کنترپوانتیک بهره می‌برد. در ادامه با گسترش و پیشرفت کنترپوان، به سبکی از حرکت عمودی رسیدند که هارمونی نام گرفت و آکورد، پایه و اساس آن قرار گرفت.
در موسیقی کلاسیک آکوردهای ماژور و مینور فواصلی مطبوع و پایدارند و آکوردهای کاسته و افزوده، فواصلی «نامطبوع» و ناپایدار شناخته می‌شوند.